# NGC 192
NGC 192 es una galaxia espiral barrada localizada en la constelación de Cetus.